# Битка при Секигахара
Битката при Секигахара (на японски: 関ヶ原の戦, Sekigahara no Tatakai) е решителна за историята на Япония битка, проведена на 21 октомври 1600 г., след която Токугава Иеясу става фактическият владетел на страната и която ще му позволи да основе три години по-късно Шогуната Токугава (1603 – 1868). Битката поставя началото на продължил повече от два века и половина мирен период.

## Предистория
В края на 1598 г. Токугава Иеясу е един от петимата регенти отговорни за управлението на Япония докато наследникът Тойотоми Хидейори навърши пълнолетие. Токугава е най-влиятелният сред тях, но те са внимателно подбрани от бащата на Хидейори – Тойотоми Хидейоши, с цел да не бъде допуснато еднолично управление на страната. Докато останалите четирима – Маеда Тошиие, Уесуги Кагекацу, Мори Терумото и Укита Хидеие остават лоялни към рода Тойотоми, след смъртта на Хидейоши през септември 1598 г. Токугава започва да формира коалиция от негови противници като освен това окупира Фушими, а впоследствие и крепостта на Осака. Междувременно водач на опозицията на Иеясу става Ишида Мицунари, който организира неуспешен опит за убийството му през 1599 г.
Като цяло към 1600 г. вече има два ясно обособени лагера – този на владетелите на източните провинции, оглавяван от Токугава и този на западните – от Ишида. Ключово значение в стратегията на последния има Уесуги Какегацу, който по това време контролира обширни територии североизточно от осемте провинции Куанто на Иеясу. Ишида разчита на Уесуги да ангажира Иеясу достатъчно дълго, за да може столицата Киото да остане под контрола на западната коалиция, докато той самият успее да организира армия изравнена по численост с тази на Токугава. Военният конфликт между Уесуги и Токугава започва през юни 1600 г., за да доведе до открита война два месеца по-късно. Първоначалната стратегия на Ишида обаче се проваля, тъй като Иеясу възлага на родовете Дате и Могами да се сражават с Уесуги, докато той самият повежда основната си армия на запад – октомври 1600 г.
В същото време, Ишида успява да завземе Фушими и други важни точки в Кинай, губейки обаче прекалено много време и военна сила. В навечерието на битката при Секигахара наследникът на Токугава – Хидетада начело на 36 000 самураи се намира в провинция Шинано обкръжавайки Уеда – бастиона на Масаюки Санада, което ще му попречи да вземе участие в сражението. Решаващи фактори за изхода му обаче ще се окажат намерението на Коябакава Хидеаки да предаде Ишида и това на родът Мори да остане неутрален заради нанесени им от него обиди.

## Битката
Битката при Секигахара, която започва в утрото на 21 октомври 1600 г. с участието на приблизително 170 000 самураи, носи името на едноименното селце в провиниця Мино, днешната префектура Гифу и намиращо се в подножието на възвишенията Сасао, Нангу и Мацуо. Ишида Мицунари и съюзниците му разполагат своите сили основно по тях, докато Токугава концентрира своите в равнината – по протежението на пътя Накасен. Както ще се окаже впоследствие обаче изборът на бойното поле няма да окаже съществено влияние на изхода на сражението. Началото е дадено от авангарда на Токугава (той все още се надява на пристигането на подкрепления от сина му Хидетада), чиято атака в центъра с развитието на сражението оставя все по-оголен левия му фланг, съответно със сериозния риск да бъде обграден от противника. Въпреки упоритите атаки на Масанори Фукушима и Ий Наомаса до обед частите на Ишида удържат без особени проблеми позициите си. Към този час Кониши Юкинага, Отани Йошицугу (на десния фланг) и Укита Хидейе (в центъра) вече били нанесли чувствителни загуби на армията на Иеясу, дотолкова че победата им изглеждала близка.
Битката при Секигахара се очертала в мъгливото утро на 21 октомври 1600 г. с участието на 170 000 самураи и войници готови да влязат в най-знаменитото кръвопролитие в японската история. Интересно е че нямало определена причина за избора на това бойно поле. Сайто Досан някога бил казал че който контролира Секигахра ще контролира Япония, в случая обаче това било най-удобното място за разположението на такава сила. В същото време, теренът поощрил Ишида. Токугава бил съкрушен от равнинния терен тъй като неговите атакуващи сили били изнесени напред и застрашени от обграждане. Ключът бил Кобакаява Хидеаки. Неговите 16 000 мъже разположени на връх Матсуо имали изглед към предните линии и на Ишида и на Токугава и най-вероятно щели да решат кой щял да надделее. Битката започнала със смела атака на Токугава, която се развила във всеобщо кръвопролитие под силния дъжд. Йеясу преместил щаба си няколко километра напред и отправил поглед към Кобаякава, чиито редици не били преместени от началото на военните действия. Никоя от страните не успяла да надделее, а Хидетада бил все още далеч. Мори, както докладвал Кикава Тсуние не предприели атака. По пладне Иеясу заповядал на Фусе Магобей да обстреля позициите на Кобакаява и това било достатъчно Хидеаки да заповяда всеобщо настъпление срещу силите на Ишида, обръщайки битката в полза на Токугава.
При това положение, решен да приключи битката, Ишида дава заповед на Коябакава и Мори да се включат в нея, заповед която обаче и двамата командващи игнорират. Нерешителността на Коябакава от друга страна довежда дотам, Токугава да нареди на част от самураите си въоръжени с огнестрелно оръжие да стрелят по редиците му, принуждавайки го най-накрая да избере на чия страна да застане. Провокацията има ефект – частите на Коябакава тръгват срещу тези на Отани Йошицугу, блокирайки изцяло десния фланг на западната коалиция. Междувременно Мори, уверен в преценката си за предстояща победа на Токугава, продължава да не предприема нищо. Окончателен удар за Ишида и съюзниците му е пасивността на Хидеаку, Чосокабе и Кикауа, които повлияни от предателството на Коябакава решават като Мори да останат само зрители. След съпротива продължила още около два часа силите на западната коалиция минават в безразборно отстъпление. За да не бъде пленен Отани Йошицугу си прави сепуку на бойното поле, един от най-доверените хора на Ишида – Шима Сакон е убит, докато прикрива отстъплението му, а Кониши Юкинага – успял да се оттегли от бойното поле, но е заловен от местни жители лоялни на Токугава. Преследването на останалите ще продължи още няколко дни и ще завърши със залавянето на Ишида една седмица по-късно и неговата и тази на Юкинага екзекуции в Киото.

## Последствия
С битката при Секигахара Токугава Иеясу премахва от пътя си към властта най-опасните си противници, което в следващите по-малко от три години ще го направи абсолютен господар на Япония. Това му дава възможност да започне (наследниците му ще я продължат) желаната от него политика на изолация на държавата от външния свят, която ще направи Япония практически единствената страна незасегната от колониалната политика на европейските държави.